# Ауґустувка (Мазовецьке воєводство)
Ауґустувка (пол. Augustówka) — село в Польщі, у гміні Осецьк Отвоцького повіту Мазовецького воєводства.
Населення — 911 осіб (2011).
У 1975-1998 роках село належало до Седлецького воєводства.

## Демографія
Демографічна структура станом на 31 березня 2011 року:
|          | Загалом | Допрацездатний вік | Працездатний вік | Постпрацездатний вік |
| -------- | ------- | ------------------ | ---------------- | -------------------- |
| Чоловіки | 465     | 95                 | 320              | 50                   |
| Жінки    | 446     | 97                 | 264              | 85                   |
| Разом    | 911     | 192                | 584              | 135                  |